# Шунгит
Шунгит је природни минерал који поседује специфичну кристалну структуру која се заснива на угљенику, разноврсне примене, а посебно у медицини и козметици.

## О шунгиту
Шунгит је природни минерал, у основи је угљеник специфичне структуре. Зову га још камен живота. Верује се да је стар више од 2 милијарде година. Порекло шунгита још увек је загонетно, чак постоји егзотична претпоставка да представља остатак планете Фаетон која је некада постојала у нашем Сунчевом систему.
- Густина: 1,5-2,4 т/м3
- Тврдина: 3,5 - 4
- Боја: црна, сиво-црна
- Хемијски састав:

Угљеник - 20 - 95%, Силицијум - 5 – 60%, Алуминијум - до 4%, Гвожђе - до 3,5%, Магнезијум - до 3,5%, Калијум - до 12%, Сумпор - до 1,2%, Калцијум до 0,58%, Фосфор - до 0,34%, и многи други макро и микроелементи.

## Распрострањеност
Једино налазиште је у Карелији, Русија.

## Примена
Абсорбује до 95% нечистоћа у течностима, уништава мутноћу, јонизује - рејонизује воду, поседује антибактеријске и антиоксидантна својства. Шунгитни фулерени, уласком у воду, структуирају је и дају јој високу биолошку активност.
- Шунгит поседује антибактеријско дејство, снажну реактивну способност и читав низ других својстава која су до сада слабо истражена;
- Шунгитна вода делује благотворно и на цвеће; свакодневним додавањем свеже воде обогаћене шунгитом у вазу цвеће дуже траје;
- Као средство за испирање шунгит помаже код обољења грла, прехлада, запаљења десни, стоматитиса и тонзилитиса;
- Купке у шунгитној води доприносе очувању здравља; оне елиминишу умор, јачају радну способност, дају телу неопходну енергију и побољшавају циркулацију крви;
- Истраживања су показала да, ако човек борави у геопатогеној зони, тепих од шунгита може да помогне да се очувају функционални системи организма
- Шунгитна пирамида смањује негативно деловање спољне средине, одбија и неутралише геопатогена зрачења.  У близини пирамиде човеку јача имунитет , концентрација, побољшава се опште здравствено стање, нестаје нервна  напетост, главобоља, несаница.
- Уз изузетно благотворно деловање шунгитне прочишћене живе воде и шунгитних пирамида свакако треба навести добробит од употребе и осталих предмета од шунгита. Кугле и коцке, такође,  неутралишу повећана штетна зрачења којима је изложен човек у савременим високо-технолошким условима живота. Довољно их је држати у простору и на местима на којима се борави, уз компјутер или друге сличне уређаје да би се у простору смањила тензија и деконцентрација изазвана повећаном количиним зрачења.
- Под деловањем шунгита на организам у ћелијама тела долази до процеса регенерације. Биоенергетичари тврде да је довољно носити 5-10 дана привезак или било који други накит од шунгита  и да се обнавља биопоље човека које је било поремећено стресом и негативним емоцијама.